# Bernardino Campi ritrae Sofonisba Anguissola
Bernardino Campi ritrae Sofonisba Anguissola è un dipinto di Sofonisba Anguissola, datato 1559, che rappresenta il pittore Bernardino Campi mentre esegue il ritratto della sua allieva Sofonisba Anguissola.

## Descrizione e storia
Il pittore Bernardino Campi è visto al naturale, di fronte a un suo dipinto che rappresenta la giovane Anguissola, nel suo ricco abito color cremisi ricamato e aperto sul collo, dove spunta il colletto candido della camicia. Con le mani affusolate la ragazza stringe un paio di guanti, come se fosse appena arrivata per mettersi in posa. Alla fissità di Anguissola si contrappone la posa morbida del pittore che guarda verso l'esterno del quadro. È sottolineata una differenza fra la persona reale (il pittore) e la rappresentazione pittorica di una persona (Anguissola). Il dipinto suggerisce una illusione spaziale; s'ispira a Giovanni Battista Moroni e appartiene alla corrente del naturalismo lombardo. Lo sguardo di Bernardino Campi si posa, fuori del quadro, sulla vera Anguissola, in un rimando spirituale e simbolico che avrà i suoi sviluppi in Diego Velázquez. Una complessa rete di emozioni si intreccia fra allieva e maestro: la reale Anguissola, che non vediamo perché è fuori dal quadro, guarda il suo maestro Campi che la sta dipingendo, mentre il pittore non guarda la sua opera sul cavalletto, bensì Anguissola.
Alcune parti del dipinto, esempio le decorazioni dell'abito di Anguissola, sono scomparse, così come sono cadute le velature sulle mani di Anguissola e del pittore, dove è evidente un pentimento. Un recente restauro ha restituito alcune parti mancanti e illuminato l'abito della ragazza che tuttavia resta rigida, al contrario del pittore: forse Sofonisba Anguissola ha colto nella sua immagine una eco dello stile di Campi.

### Educazione all'arte
Amilcare Anguissola aveva introdotto le sue due figlie giovinette, Sofonisba ed Elena, nella casa di Bernardino Campi, dove vissero un paio di anni, allo scopo di impratichirsi nell'arte del disegno e della pittura. Questa scelta, assi rara all'epoca, faceva parte di un preciso programma di educazione e di formazione femminile, all'interno della famiglia Anguissola. Le due ragazze fecero dunque il loro apprendistato, come ospiti fisse dei Campi: impararono a ritrarre al naturale, partendo dal disegno sul foglio quadrettato e talvolta utilizzando modelli di figure, da loro stesse preparate in cera. Il loro apprendistato terminò nel 1550, quando Campi si trasferì a Milano.

### La critica d'arte
Questo dipinto, un tempo appartenente alla collezione Spannocchi, arrivò alla Pinacoteca nazionale di Siena accompagnato da una generica attribuzione ad un anonimo pittore veneto e con l'ipotesi che si trattasse di un'opera di Tintoretto o di Paolo Veronese. Giovanni Morelli identificò le due figure - Bernardino Campi e Anguissola - e trovò l'autore del dipinto: la stessa Sofonisba Anguissola, ipotesi confermata da Bernard Berenson. Il catalogo del museo senese registrò l'attribuzione nella edizione del 1909.
Grazie alla pubblicazione di documentazione inedita, sui rapporti tra Mantova e Sofonisba Anguissola, Chiara Tellini Perina ventilò l'ipotesi che il dipinto provenisse da collezioni gonzaghesche, visto che, in un inventario del 1628,  compariva un quadro dipinto da Sofonisba Angosciuola et il ritratto di M. Fermo con cornici. Ma Il personaggio ritratto non poteva essere Fermo Ghisoni (un allievo di Giulio Romano) e Bernardino Campi è stato dalla studiosa identificato, grazie a un medaglione e ad un suo ritratto inciso.
La studiosa spagnola Maria Kusche ha posposto la data al 1559, ipotizzando che il quadro sia stato dipinto in Spagna, sull'onda del ricordo e sulla scorta di un di un precedente disegno. In precedenza era stato datato fine degli anni quaranta del Cinquecento.